# Hunslet Hawks Rugby League Football Club
Actualités
Les Hunslet Hawks sont une équipe anglaise de rugby à XIII, basé à Hunslet, Yorkshire de l'Ouest et qui dispute actuellement la League 1. Le club, créé en 1883, fait partie des membres fondateurs de la Northern Rugby Union en 1895. Durant la saison 1907-1908, Hunslet remporte les quatre principales compétitions du rugby à XIII, le All Four Cups (Challenge Cup, Rugby Football League Championship, County league (Lancashire League or Yorkshire League) et County cup (Lancashire Cup or Yorkshire Cup)). Leur plus récent résultat de marque est le titre de champion 2010 du troisième niveau britannique, la League 1, qui leur a valu une promotion en Championship.